# Albert-Frédéric-Alexandre Mittenhoff
Albert-Frédéric-Alexandre Mittenhoff, dit parfois "Alfred Mittenhoff", né le 11 février 1853 à Montpellier et mort le 12 mars 1929 à Rueil-Malmaison, était un peintre et ingénieur français .
Il est le fils du colonel d'infanterie légère Jean-Baptiste Mittenhoff (1803-1880), commandeur de la Légion d'honneur et major de l'Hôtel des Invalides.
Ses premières toiles représentent des paysages des côtes du Pas-de-Calais. Il s'oriente ensuite dans les années 1880 vers la peinture orientaliste.
Il expose aux salons de 1879 et 1880.
Il se fait construire entre 1889 et 1892 la Villa Mauresque située Rue Chaptal à Levallois-Perret, dans laquelle il réalise des toiles intégrées au décor.

## Œuvres
- Marée basse, le pêcheur de crevettes, 1879
- Merlimont, exposé au salon 1879[2]
- Pâturage dans les dunes à Cucq, exposé au salon 1880[2]
- Femme à la pipe
- Héraclès tuant le gardien de troupeau de bœufs Géryon, 1889 (décor de la Villa Mauresque)[3].
- Partage de l'eau dans le désert, 1889 (décor de la Villa Mauresque)[4].